# 4165 Didkovskij
4165 Didkovskij eller 1976 GS3 är en asteroid i huvudbältet som upptäcktes den 1 april 1976 av den rysk-sovjetiske astronomen Nikolaj Tjernych vid Krims astrofysiska observatorium på Krim. Den har fått sitt namn efter Leonid Didkovskij.
Asteroiden har en diameter på ungefär 8 kilometer.